# National Novel Writing Month
Il National Novel Writing Month (Mese nazionale della scrittura di romanzi), spesso abbreviato in NaNoWriMo (AFI: /ˌnænoʊˈɹaɪmoʊ/), è un'organizzazione senza scopo di lucro con sede negli Stati Uniti che promuove la scrittura creativa in tutto il mondo. Il suo programma di punta è un evento annuale internazionale in cui i partecipanti tentano di scrivere un manoscritto di 50.000 parole durante il mese di novembre, con la presenza di autori famosi che offrono supporto e discorsi d'incoraggiamento per motivare i partecipanti durante tutto il mese. Il sito Web fornisce ai partecipanti, chiamati "Wrimos", suggerimenti per il
blocco dello scrittore, informazioni su dove si incontrano i partecipanti locali e una comunità online di supporto. Gli scrittori sono incoraggiati a terminare rapidamente la loro prima bozza in modo che possa essere modificata in seguito a loro discrezione. Il progetto è iniziato nel luglio 1999 con 21 partecipanti. Nel 2019, 455.080 hanno partecipato ai programmi dell'organizzazione.
Gli scrittori che desiderano partecipare devono prima registrarsi sul sito web del progetto, dove possono pubblicare profili e informazioni sui loro romanzi, comprese sinossi ed estratti. I volontari regionali chiamati "Municipal Liaisons" aiutano a mettere in contatto gli scrittori locali, organizzano eventi di scrittura di persona e virtuali e forniscono incoraggiamento.

## Origine
Il progetto fu avviato nel luglio 1999 dallo scrittore freelance Chris Baty, con 21 partecipanti nell'area della Baia di San Francisco. Nel 2000 è stato spostato a novembre e ha lanciato un sito web ufficiale, disegnato da un amico di Baty. Quell'anno 140 partecipanti si iscrissero all'evento, inclusi molti aventi altre nazionalità. Baty ha lanciato un gruppo su Yahoo! Gruppi per facilitare la socializzazione tra i partecipanti e, dopo che i poster hanno iniziato a chiedere indicazioni sulle linee guida, ha stabilito la maggior parte delle regole di base dell'evento: il romanzo deve essere nuovo, non può essere coautore e deve essere presentato in tempo per essere verificato. Dei 140 partecipanti, 29 hanno completato la sfida come verificato manualmente dallo stesso Baty.
L'anno successivo Baty si aspettava numeri simili, invece si sono registrati 5.000 partecipanti, che attribuisce alla notizia dell'evento diffusa dai blogger e successivamente riportata da varie testate giornalistiche tra cui il Los Angeles Times e il Washington Post .
Il 2002 ha visto miglioramenti tecnici e una maggiore automazione del sito, e l'attenzione dei media da parte della National Public Radio e del CBS Evening News ha attirato una maggiore attenzione e un numero di partecipanti di 14.000. L'anno successivo, il team NaNoWriMo ha avviato il programma di Municipal Liaison in cui i volontari potevano fungere da moderatori nei forum e inviare la prima serie di e-mail di incoraggiamento. I Municipal Liaison avevano ognuno la responsabilità di una regione specifica sotto la loro giurisdizione, organizzando raccolte di fondi e convocando riunioni per i partecipanti NaNoWriMo nella loro zona. Baty iniziò anche a lavorare al suo romanzo d'esordio "No Plot? Nessun problema!" durante il NaNoWriMo del 2003, scrivendo la guida NaNoWriMo in concomitanza con il suo romanzo.
Nel 2005, NaNoWriMo è stata registrata come organizzazione nonprofit grazie alla crescita esponenziale dell'evento. Nel 2011, il sito ufficiale ha acquisito una nuova grafica e un forum apposito. A gennaio 2012, Baty ha annunciato le sue dimissione come direttore esecutivo con l'obiettivo di perseguire la carriera di scrittore; la posizione così è stata presa da Grant Faulkner.

## Regole
1. La scrittura inizia alle 12:00 del 1 novembre e termina alle 23:59:59  del 30 novembre, ora locale.
2. A nessuno è permesso iniziare prima e la sfida termina esattamente 30 giorni dopo quel punto di partenza.[18]
3. I romanzi devono raggiungere un minimo di 50.000 parole prima della fine di novembre per vincere.[19] Queste parole possono essere un romanzo completo di 50.000 parole o le prime 50.000 parole di un romanzo da completare in seguito.[20]
4. La pianificazione e la presenza di annotazioni sono consentite, ma nessun materiale scritto prima della data di inizio del 1º novembre può entrare nel corpo del romanzo.
5. I romanzi dei partecipanti possono essere su qualsiasi tema, genere di narrativa e lingua. È consentito tutto, dalla fanfiction, che utilizza personaggi non originali, ai romanzi in formato poesia e alla metafiction; secondo le FAQ del sito web, "Se credi di scrivere un romanzo, crediamo che anche tu stia scrivendo un romanzo".[21]

## Premi e riconoscimenti
Per riuscire a vincere il NaNoWriMo, i partecipanti dovrebbero scrivere una media di circa 1.667 parole al giorno (69 all'ora, 1,2 al minuto) a novembre per raggiungere l'obiettivo di 50.000 parole scritte per un romanzo. Gli organizzatori dell'evento affermano che l'obiettivo è convincere le persone a iniziare a scrivere, usando la scadenza come incentivo per far andare avanti la storia e mettere le parole sulla carta. Non ci sono costi per partecipare a NaNoWriMo; la registrazione è richiesta solo per la nuova verifica.
Non vengono assegnati premi ufficiali per lunghezza, qualità o velocità, sebbene sul sito siano disponibili badge auto-assegnati. Chiunque raggiunga il limite di 50.000 parole viene dichiarato vincitore. A partire dal 20 novembre, i partecipanti possono inviare il loro romanzo per la verifica automatica della lunghezza e ricevere un certificato stampabile, un'icona che possono visualizzare sul Web e l'inclusione nell'elenco dei vincitori. Non vengono prese precauzioni per evitare imbrogli; poiché la ricompensa per la vittoria è il romanzo finito stesso e la soddisfazione di averlo scritto, l'incentivo a imbrogliare è nullo. I romanzi vengono verificati per il conteggio delle parole dal software e possono essere criptati o altrimenti crittografati prima di essere inviati per la verifica, sebbene il software non conservi nessun altro record di input di testo. È possibile vincere senza che nessuno oltre all'autore abbia mai visto o letto il romanzo.
Nell'Ottobre 2007, la società di autopubblicazione CreateSpace ha collaborato con NaNoWriMo per iniziare a offrire ai vincitori un'unica copia di prova tascabile gratuita dei loro manoscritti, con la possibilità di utilizzare la prova per poi vendere il romanzo su Amazon.com. Nel 2011, CreateSpace ha offerto ai vincitori cinque copie di prova tascabili gratuite dei loro manoscritti. Oltre a CreateSpace, ogni anno NaNoWriMo ha un nuovo elenco di sponsor che premiano vincitori e partecipanti con vari sconti e premi.

## Romanzi creati durante il NaNoWriMo pubblicati
Dal 2006, quasi 400 romanzi NaNoWriMo sono stati pubblicati tramite case editrici tradizionali e oltre 200 romanzi sono stati pubblicati da piccole case editrici o autopubblicati.
Alcuni titoli degni di nota includono:
- Water for Elephants di Sara Gruen, pubblicato da Algonquin Books di Chapel Hill[26]
- Persistence of Memory di Amelia Atwater-Rhodes, pubblicato da Delacorte Press[26]
- Anna and the French Kiss di Stephanie Perkins, pubblicato da Dutton Juvenile[27][28]
- The Night Circus di Erin Morgenstern, pubblicato da Doubleday[29]
- Wool di Hugh Howey, pubblicato da Simon & Schuster[30][31]
- Cinder di Marissa Meyer, pubblicato da Square Fish[27]
- Fangirl di Rainbow Rowell, pubblicato da St. Martin's Press[27][32]
- The Darwin Elevator di Jason M. Hough, pubblicato da Del Rey Books[33]
- Side Effects May Vary di Julie Murphy, pubblicato da HarperCollins Publishers[27][34]
- Assassin's Heart di Sarah Ahiers, pubblicato da HarperCollins Publishers[27][35]
- La foresta di mani e denti di Carrie Ryan, pubblicato da Gollancz[36]
- The Cut Out di Jack Heath, pubblicato da Allen & Unwin[37]
- The Beautiful Land, di Alan Averill, pubblicato da Ace Books[38]
- The Wedding Date, di Jasmine Guillory, pubblicato da Berkley ( Penguin Books )[39]

## Eventi spin-off
- Script Frenzy: versione in cui l'obiettivo è la creazione di una sceneggiatura nell'aprile di ogni anno, che diventa svolta dal 2007 al 2012.
- Southern Cross Novel Challenge: la versione creata nell'emisfero australe, che si è svolta a giugno dal 2007 al 2013.